# Kokélé
Kokélé is een gemeente (commune) in de regio Sikasso in Mali. De gemeente telt 6500 inwoners (2009).
De gemeente bestaat uit de volgende plaatsen:
- Bogoribougou
- Damana
- Diamana
- Dissan
- Djeguenina
- Kokélé
- Makono
- Mena
- Momissala
- N'Gnagnala
- Sokoni